# Dulcie Gray
Dulcie Gray (eigentlich: Dulcie Winifred Catherine Bailey) (* 20. November 1915 in Kuala Lumpur, Föderierte Malaiische Staaten, heute: Malaysia; † 15. November 2011 in Northwood, Middlesex, England) war eine britische Schauspielerin und Schriftstellerin.

## Leben

### Familie und Ausbildung
Gray wurde als Tochter von Arnold Bailey und dessen Ehefrau Kate Edith Gray geboren; ihre Eltern waren im Ausland lebende britische Staatsangehörige (Kolonialbriten). Ihr Vater war Jurist; er war als Rechtsanwalt und Richter tätig. Sie besuchte Privatschulen in England, in Wallingford, Wokingham und Swanage. Nach ihrem Schulabschluss kehrte sie nach Malaysia zurück, wo sie als Journalistin für die Malaya Tribune arbeitete. Später war sie als Lehrerin in den malaiischen Urwäldern tätig. Nach dem Tod ihres Vaters bewarb sich Gray für eine Stelle als Lehrerin in England; sie konnte diese Stelle jedoch wegen eines Armbruchs nicht antreten. Arbeitslos und weitgehend mittellos nahm Gray an einer Ausschreibung für ein Stipendium in Malerei am Amédée Ozenfant Studio der Ecole des Beaux Arts in London teil. Sie gewann, studierte drei Monate Malerei, entschied sich dann jedoch für die Schauspielerei.  
Sie absolvierte eine Schauspielausbildung an der Webber Douglas Academy of Dramatic Art in London. Dort lernte sie auch ihren späteren Ehemann, den Schauspieler Michael Denison, kennen. Erste Engagements als Theaterschauspielerin erfolgten unmittelbar nach Abschluss ihrer Schauspielausbildung.

### Theater
Ihr professionelles Theaterdebüt gab sie 1939, an der Seite von Denison, am His Majesty’s Theatre in Aberdeen, als Tochter in der Komödie Hay Fever von Noël Coward. Sie trat ab diesem Zeitpunkt unter dem Namen Gray, dem Geburtsnamen ihrer Mutter, auf. Sie wurde festes Ensemblemitglied der HM Tennent Company und spielte Repertoiretheater-Aufführungen, unter anderem in Edinburgh und Glasgow. 1941 war sie für eine Spielzeit Mitglied der Harrogate Repertory Company. 1942 trat sie erstmals als Schauspielerin in London auf, bei den Shakespeare-Freilichtaufführungen im Regent’s Park. Sie spielte dort 1942 die Zofe Maria in Was ihr wollt und die Hermia in Ein Sommernachtstraum. In späteren Jahren übernahm sie dort auch die Rolle der Bianca in Der Widerspenstigen Zähmung.       
Ihr erfolgreiches Londoner West-End-Debüt gab sie 1942 am Piccadilly Theatre in der Rolle der Alexandra Giddens, der Tochter einer Aristokratin aus den amerikanischen Südstaaten, in dem Theaterstück Die kleinen Füchse von Lillian Hellman. 1943 übernahm sie am Garrick Theatre die Rolle der gutgläubigen, glücklosen Kellnerin Rose in der Bühnenfassung des Romans Brighton Rock von Graham Greene; ihr Partner als Gangsterboss Pinkie war Richard Attenborough. 1943 hatte sie, unter der Regie von John Gielgud, einen weiteren großen Erfolg am Westminster Theatre in dem Theaterstück Landslide, einer ins Englische übersetzten Bühnenfassung des französischen Spielfilms Altitude 3200 (1938/1939) mit Jean-Louis Barrault. Gray spielte in der Bühnenfassung ein unheilbar krankes, in einen jungen Priester verliebtes Mädchen, das sich selbst opfert und im Schnee stirbt. 1954 trat Gray am Arts Theatre in London in einer Bühnenfassung des Romans Diary of a Nobody von George Grossmith unter der Regie von Basil Dean auf. 
In den 1950er und 1960er Jahren traten Gray und Denison fast immer gemeinsam als Theaterschauspieler auf, so unter anderem in Love Affair (Lyric Hammersmith Theatre, 1956, mit Gray als Marion), Candida von George Bernard Shaw (1958, in der Folgezeit auch am Piccadilly Theatre, 1960; mit Gray in der Titelrolle und Denison als Morrell), Haus Herzenstod von George Bernard Shaw (Oxford and Wyndham's Theatre, 1961; mit Gray als Lady Utterword und Denison als Hector), Ländliche Werbung von George Bernard Shaw (Hong Kong 1962; Fortune Theatre 1970) und Die Wildente (Criterion Theatre, 1970; mit Gray und Denison als Ehepaar Ekdal). 
Häufig spielten sie in den 1950er und 1960er Jahren auch gemeinsam am Oxford Playhouse. Einen großen Erfolg hatten Gray und Denison Ende der 1950er Jahre mit dem Zwei-Personen-Stück The Four Poster von Jan de Hartog (Ambassador's Theatre, 1958). 1965 traten Gray und Denison am Strand Theatre in London erstmals gemeinsam in der Komödie Ein idealer Gatte als Sir Robert und Lady Chiltern auf; ihre Partner waren Richard Todd und Margaret Lockwood. Dieses Stück war über Jahrzehnte ihr größter gemeinsamer Bühnenerfolg. 
Weitere Bühnenrollen hatte Gray unter anderem 1973 am Savoy Theatre in der in Downing Street spielenden Komödie At the End of The Day von William Douglas-Home. Gray verkörperte darin, an der Seite von John Mills, die Rolle der Ehefrau eines Abgeordneten der Labour Party. 1980 trat sie am Exeter Theatre in London in einer Produktion der Tragikomödie Der Kirschgarten als Gutsbesitzerin Ranjewskaja auf. 1984 spielte sie am Duke of York’s Theatre die Rolle der Mrs. Candour in der Komödie The School for Scandal. 1993 übernahm Gray am Globe Theatre in London die Rolle der Lady Markby in einer Inszenierung des Erfolgstücks Ein idealer Gatte unter der Regie von Peter Hall. 1996 debütierten Gray und Denison mit ihren Rollen (Gray als Lady Markby und Denison als Earl of Caversham) in der Erfolgskomödie Ein idealer Gatte auch am Broadway in New York City. 
Nach dem Tod ihres Mannes trat Gray weiterhin als Bühnenschauspielerin auf. In der Spielzeit 1999/2000 übernahm sie in einer Tourneeproduktion die Rolle der Mrs. Wilberforce in der Komödie Ladykillers.

### Film und Fernsehen
Aufgrund ihres Bühnenerfolges in dem Theaterstück Brighton Rock erhielt Gray 1943/1944 einen Filmvertrag mit dem britischen Filmstudio Gainsborough Pictures. Gray wurde hauptsächlich in Melodramen und Kostümfilmen eingesetzt. Hier verkörperte sie meist den Typ der verständnisvollen, liebevollen britischen Frau, die ihre eigenen Gefühle und Wünsche den Vorstellungen ihres Ehemannes unterordnet.
Grays Filmkarriere begann mit Nebenrollen in den Filmen Victory Wedding (1944), Two Thousand Women (1944) und Madonna der sieben Monde (1945). In dem Filmdrama Es blieb etwas zurück (1945) spielte sie die Rolle der Zofe Sarah. In dem Melodram Drei Ehen (1945) verkörperte sie, an der Seite von James Mason, die Rolle der von ihrem brutalen Ehemann körperlich und emotional misshandelten Ehefrau Charlotte Lee; diese muss sich selbst im Beisein ihrer Kinder gefallen lassen, von ihrem Ehemann gedemütigt und erniedrigt zu werden.
Mit Denison stand sie in dem Melodram Mein Bruder Jonathan (1948) gemeinsam vor der Kamera; sie hatte die weibliche Hauptrolle und spielte die Rolle der Rachel Hammond, der Tochter eines Arztes, in die sich der männliche Titelheld Jonathan verliebt. In dem in den Dolomiten spielenden Melodram Echo der Liebe (1949) verkörperte sie die verständnisvolle Ehefrau eines Komponisten (Michael Denison), der sich in ein italienisches Mädchen (gespielt von Valentina Cortese) verliebt.    
Im Fernsehen hatte sie von 1985 bis 1990 eine durchgehende Serienhauptrolle in der britischen Fernsehserie Howards’ Way. Sie spielte Kate Harvey, die sensible und verständnisvolle Mutter von Jan Howard, einer der männlichen Hauptfiguren, die ihren Sohn bei dessen unternehmerischen Plänen unterstützt. Ihre letzte Rolle hatte Gray 2000 in einer Folge der britischen Seifenoper Doctors. 

## Tätigkeit als Schriftstellerin
Neben ihrer Tätigkeit als Schauspielerin war Gray seit den 1950er Jahren auch als Schriftstellerin tätig. Sie schrieb ein Theaterstück, Love Affair (Uraufführung 1956), in dem sie häufig gemeinsam mit ihrem Mann Michael Denison auftrat. Sie verfasste außerdem zahlreiche Kriminalromane, die häufig im Theater- oder Künstlermilieu spielten, so unter anderem  Murder On the Stairs (1957), Epitaph for a Dead Actor (1960), The Devil Wore Scarlet (1964), No Quarter for a Star (1964), Died in the Red (1968), Deadly Lampshade (1971), Understudy to Murder (1972), Stage Door Fright (1977) und Dark Calypso (1979). Sie schrieb außerdem acht Hörspiele und zahlreiche Kurzgeschichten. Sie veröffentlichte auch ihre Autobiographie mit dem Titel Looking Forward, Looking Back. Gemeinsam mit ihrem Ehemann Michael Denison schrieb sie das Kinderbuch An Actor and His World über die Arbeit des Schauspielers.
1978 veröffentlichte sie ein Fachbuch über Schmetterlinge mit dem Titel Butterflies On My Mind; für dieses wurde sie von der Zeitung The Times mit dem Educational Supplement's Senior Information Book Prize ausgezeichnet. 2000 veröffentlichte sie ein Buch über den Schriftsteller und Literaturkritiker John Boynton Priestley.

## Auszeichnungen
1977 erhielt sie die Queen Elizabeth II Silver Jubilee Medal. 2000 wurde sie, gemeinsam mit ihrem Ehemann Michael Denison, in der New Year’s Honours List von Königin Elisabeth II. zum Commander of the Order of the British Empire ernannt. 

## Privates
1939 heiratete Gray in London den britischen Schauspieler Michael Denison. Die Hochzeitsnacht verbrachten Gray und Denison im The Dorchester, bevor sie beide gemeinsam ihr erstes festes Theaterengagement in Aberdeen antraten. Die Ehe blieb kinderlos. Ab 1966 lebten Gray und Denison in Buckinghamshire auf einem Landsitz im Georgianischen Stil, erbaut nach Plänen von Robert Adam. Denison starb 1998.
Gray starb im Alter von 95 Jahren an einer Bronchopneumonie. Ihre letzten Lebensjahre verbrachte Gray in Denville Hall, einem Altersheim für Schauspieler, in West London.

## Filmografie (Auswahl)
- 1942: Banana Ridge
- 1944: Two Thousand Women
- 1944: Victory Wedding (Kurzfilm)
- 1945: Madonna der sieben Monde (Madonna of the Seven Moons)
- 1945: Es blieb etwas zurück (A Place of One's Own)
- 1945: Drei Ehen (They Were Sisters)
- 1946: Die Jahre dazwischen (The Years Between)
- 1946: Das dämonische Ich (Wanted for Murder)
- 1947: Romanze im Süden (A Man About the House)
- 1947: Tödliches Geheimnis (Mine Own Executioner)
- 1948: Mein Bruder Jonathan (My Brother Jonathan)
- 1949: Echo der Liebe (The Glass Mountain)
- 1951: The Franchise Affair
- 1953: There Was a Young Lady
- 1966: Willkommen, Mister B. (A Man Could Get Killed)
- 1973: Crown Court (Fernsehserie, 3 Folgen)
- 1983: Rumpole von Old Bailey (Rumpole of the Bailey, Fernsehserie, Folge 3x03)
- 1983: Detektei Blunt (Agatha Christie’s Partners in Crime, Miniserie, Folge 1x01)
- 1985–1990: Howards’ Way (Fernsehserie, 68 Folgen)
- 1996: Geschichten aus der Gruft (Tales from the Crypt, Fernsehserie, Folge 7x02)
- 2000: Doctors (Fernsehserie, Folge 2x06)